# Florence Hoffmann
Florence Hoffmann (Luxemburg-Stad, 1966) is een Luxemburgs beeldhouwer en installatiekunstenaar.

## Leven en werk
Florence Hoffmann studeerde aan de École Supérieure des Arts Graphiques et d'Architecture Intérieure - Désign of ESAG Penninghen, eerder bekend als Académie Julian, in Parijs (1987-1992) en volgde de beeldhouwklas van Manon Bertrand aan de zomeracademie (1989). In de periode 1987 tot 1995 was ze assistent van de Italiaanse beeldhouwer en schilder Bettino Francini. Ze woont boven haar atelier.
Hoffmann maakt sculpturen in onder meer brons, hout, gips, (corten)staal en zand. Ze toonde haar werk sinds 1998 meerdere keren op de salons van de Cercle Artistique de Luxembourg en tijdens onder andere de internationale beeldhouwtentoonstelling van Arte Communications (2002) in Venetië, Den Haag Sculptuur (2004) en Luxartist in Istanbul (2009). Hoffmann is lid van de kunstenaarsvereniging ARC en maakt deel uit van de Association Internationale de Sculptures Monumentales (AIESM), waarvoor ze congressen en evenementen organiseert.
In 2019 werd Florence Hoffmann benoemd tot Ridder in de Orde van Verdienste van het Groothertogdom Luxemburg.

## Enkele werken
- 1999: Jeu de mains, wandplastiek in het Centre National de Formation Professionnelle Continue in Esch-sur-Alzette.
- 2003: Schankemännchen, sculptuur bij het stadhuis in Groussbus.
- 2005: Opening, 4,5 meter hoge stalen deur in Songkhla, Thailand
- 2009: Sculpture-chapel for St. Barbe, 5 meter hoge constructie van corenstaal met een beeld van de Heilige Barbara in Rodange.
- 2022: Histoire.S, ter herinnering aan de tornado van 2019 in Pétange.[4]

## Onderscheidingen
- 1995: Publieksprijs, Sculpture sur Neige, Granby
- 1997: 2e prijs, Sculpture sur Neige, Granby
- 2001: Aanmoedigingsprijs op de Biennale des Jeunes in Esch-sur-Alzette
- 2012: 4e prijs, Biennale Reg'Art Kayl-Tétang
- 2012: Prix Inspiring Women in Arts, Luxembourg
- 2014: Publieksprijs, Concours Melusina Ville de Luxembourg
- 2014: 2e prijs, Concours Melusina Ville de Luxembourg
- 2019: Ridder in de Orde van Verdienste